# Ассоль (имя)
Ассо́ль — редкое женское имя, появившееся в Советском Союзе после публикации романа Александра Грина «Алые паруса» (1922), автор которого создал героиню (см. Ассоль (персонаж Грина)), наделив её вымышленным именем, и выхода на экраны популярного художественного фильма «Алые паруса» (1961), где главную роль сыграла Анастасия Вертинская. После демонстрации в кинотеатрах СССР этой кинокартины имя Ассоль стало очень популярным у родителей, а также нарицательным в романтическом смысле. 
Предположительно, имя возникло от исп. al sol, что значит «к солнцу».
Имя Ассоль несклоняемо.